# Henry Christophe
Henry Christophe, né le 23 juillet 1884 à Verviers et mort le 17 juin 1968 à Verviers, était un arbitre belge de football. Il commença en 1908 et dirigea des matches de division 1 dès 1910, fut arbitre FIFA en 1920 jusqu’en 1934. Il est l’un des deux premiers arbitres belges à avoir arbitré en coupe du monde avec John Langenus.

## Carrière
Il a officié dans des compétitions majeures : 
- Jeux olympiques de 1920 (1 match)
- Jeux olympiques de 1924 (2 matchs)
- Jeux olympiques de 1928 (1 match)
- Coupe du monde de football de 1930 (1 match) à Montevideo en Uruguay